# Kościół Wszystkich Świętych w Mielżynie
Kościół Wszystkich Świętych w Mielżynie – rzymskokatolicki kościół parafialny mieszczący się we wsi Mielżyn, w województwie wielkopolskim, przy ulicy Kościelnej.
Świątynia została wybudowana pod koniec XVI wieku w stylu gotyckim z cechami romańskimi. Konsekrowana została w dniu 19 lipca 1592 roku przez sufragana gnieźnieńskiego biskupa Jana Gniazdowskiego. Do 1781 roku budowla miała tzw. „formę podługowatą”, natomiast pod koniec XVIII wieku została odnowiona i do bryły od strony północnej została dobudowana kaplica św. Anny, następnie zaś kaplica św. Krzyża. W połowie XIX wieku kościół został całkowicie odrestaurowany, wówczas również powstały obecne organy. W 1985 roku został rozbudowany, otrzymując kształt krzyża. 
Ołtarz główny został wykonany w XVIII stuleciu, a w nim mieści się obraz Wszystkich Świętych z tego samego okresu. 
Kościół posiada także dwa ołtarze boczne. 
Najważniejsze zabytki świątyni to: gotyckie drzwi do zakrystii z drugiej połowy XVI wieku, kamienna kropielnica z tego samego czasu oraz drewniany krucyfiks z XVIII stulecia.